# ダグ・バウザー
ダグ・スペンサー・バウザー（Doug Spencer Bowser、1965年8月11日 - ）は、アメリカ合衆国の実業家である。2019年、レジナルド・フィサメィの後継としてNintendo of America（任天堂アメリカ法人）の第4代社長に就任した。任天堂入社前にはプロクター・アンド・ギャンブル(P&G)やエレクトロニック・アーツに勤務していた。

## 初期のキャリア
バウザーは1965年8月11日にアップステート・ニューヨークで生まれた。バウザーはユタ大学でコミュニケーション学を専攻し、1984年に卒業した。大学卒業後はプロクター・アンド・ギャンブル(P&G)に入社し、1998年からはラテンアメリカ地域の顧客マーケティング部長を務め、2004年からは同社のセイフウェイ顧客チームを率いた。2007年にエレクトロニック・アーツに転職し、グローバル・デマンド・プランニング担当バイスプレジデントを務めた。

## 任天堂
バウザーは2015年にNintendo of America(NOA)に入社し、販売・マーケティング担当バイスプレジデントに就任した。2016年中頃にシニアバイスプレジデントに昇進し、北米におけるNintendo Switchの販売とプロモーションを指揮した。
2019年2月、NOAの社長兼最高執行責任者(COO)のレジナルド・フィサメィが退任を発表し、同年4月にバウザーが後継に指名された。また、バウザーはエンターテインメントソフトウェア協会(ESA)の任天堂代表を務めている。
「バウザー」(Bowser)という名前は、任天堂のマリオシリーズにおける敵役である「クッパ」の英語圈における名称と全く同じである。バウザーが任天堂に入社したときからこのことは話題となり、NOAの社長に就任したことでさらに注目された。BBCはこの件について「これまでで最も魅力的な指名的決定論の例の一つ」と言及した。任天堂はNintendo Directで2019年のE3について紹介するときに、冗談交じりに名前の類似性について言及した。バウザー自身は、このようなジョークについて全く気にしていないと述べ、次のように語っている。「これは、私達には素晴らしい情熱的なファンがおり、そしてそのファンたちがそれを受け入れているというシグナルです。同じ名前であるというのは皮肉なもので、楽しいこともあるし、それを使って遊ぶこともありますが、我々は全く違う別のキャラクターなのです。全く飽きることはありません。」